# Tiewinkel
Tiewinkel (ook: Thiewinkel) is een kerkdorp van Lummen.
Het dorp bezit een parochiekerk, de Sint-Jan Baptistkerk (1954), en in de nabijheid ligt Kasteel Lagendal.
Een bij het dorp gelegen natuurgebied heet eveneens Thiewinkel. Het meet 37 ha en is een onderdeel van de Laambeekvallei.

## Nabijgelegen kernen
Lummen, Stokrooie, Kermt